# مسجد گلپا
مسجد گلپا مربوط به اواخر دوره قاجار است و در همدان، محله گلپا، شرق خیابان بوعلی واقع شده و این اثر در تاریخ ۲۵ اسفند ۱۳۸۰ با شمارهٔ ثبت ۵۰۴۱ به‌عنوان یکی از آثار ملی ایران به ثبت رسیده است.